# Khaleem Hyland
Khaleem Hyland, né le 5 juin 1989 à Carenage, est un footballeur international trinidadien. Il joue au poste de milieu de terrain avec l'équipe de Trinité et Tobago.

## Biographie

### En club
Hyland commence sa carrière professionnelle au pays à San Juan Jabloteh. Il n'y reste qu'un an et traverse l'Atlantique pour rejoindre les équipes de jeunes de Portsmouth. Après 4 mois avec le noyau U18 du club anglais, il est prêté en Belgique, à Zulte-Waregem. 
Les Flandriens lui offrent un contrat après la deuxième partie de saison 2008-09. Après deux saisons et demie, il quitte le Essevee lors du mercato d'été 2011, et s'engage avec le récent champion de Belgique, le Racing Genk, pour une somme d'environ 1,3 million d'euros.
Il joue 120 matches pour le club limbourgeois, et inscrit au total 7 buts. Il joue notamment quelques rencontres de Ligue des Champions, et dispute une quinzaine de matches en Ligue Europa. Loin d'être un buteur, il trouve le chemin des filets à 8 reprises, dont 4 rien que contre le Club de Bruges. Lors de sa 4e saison à la Cristal Arena, le médian perd sa place dans l'effectif, et est poussé vers la sortie. En coulisses, il se murmure que le caractère du joueur est remis en cause, ainsi que sa propension à prendre des cartons inutiles. C'est d'ailleurs après une exclusion à Malines qu'il disparaît du noyau. Westerlo se porte acquéreur du joueur trinidadien à l'ouverture du mercato d'été 2015.
En Campine, il joue 60 matches en deux saisons, et quitte le club après la relégation de Westerlo en 2e division. Il joue son dernier match contre son ancien club de Genk, et est exclu pour une agression sur Boetius alors que son équipe était menée 0-3.
Il signe en juillet 2017 dans le club saoudien de Faisaly.

### En sélection
Âgé d'à peine 18 ans, le jeune Hyland est sélectionné pour la première fois avec Trinité-et-Tobago en janvier 2008 par le coach Anton Corneal. Il est titulaire d'entrée pour le déplacement à Porto-Rico (2-2). Il inscrit son premier but sous le maillot national en juin 2008 contre la Jamaïque, lors de sa 8e sélection. Réputé pour être un joueur difficile, Hyland n'est plus sélectionné pendant plus de deux ans, d'avril 2009 à septembre 2011. Il revient dans la sélection, avant d'en disparaître à nouveau pendant deux ans. 
À partir de juillet 2013, Hyland revient en sélection de manière régulière, et porte même le brassard de capitaine à partir de 2016.

## Palmarès
- Vainqueur de la Coupe de Belgique en 2013 avec le RC Genk